# ケルソネソス

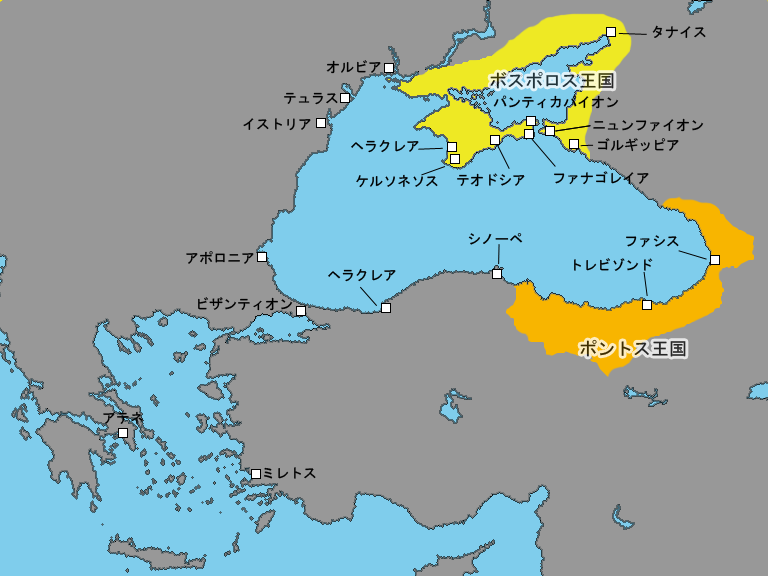
ボスポロス王国の位置と黒海沿岸のギリシア植民市

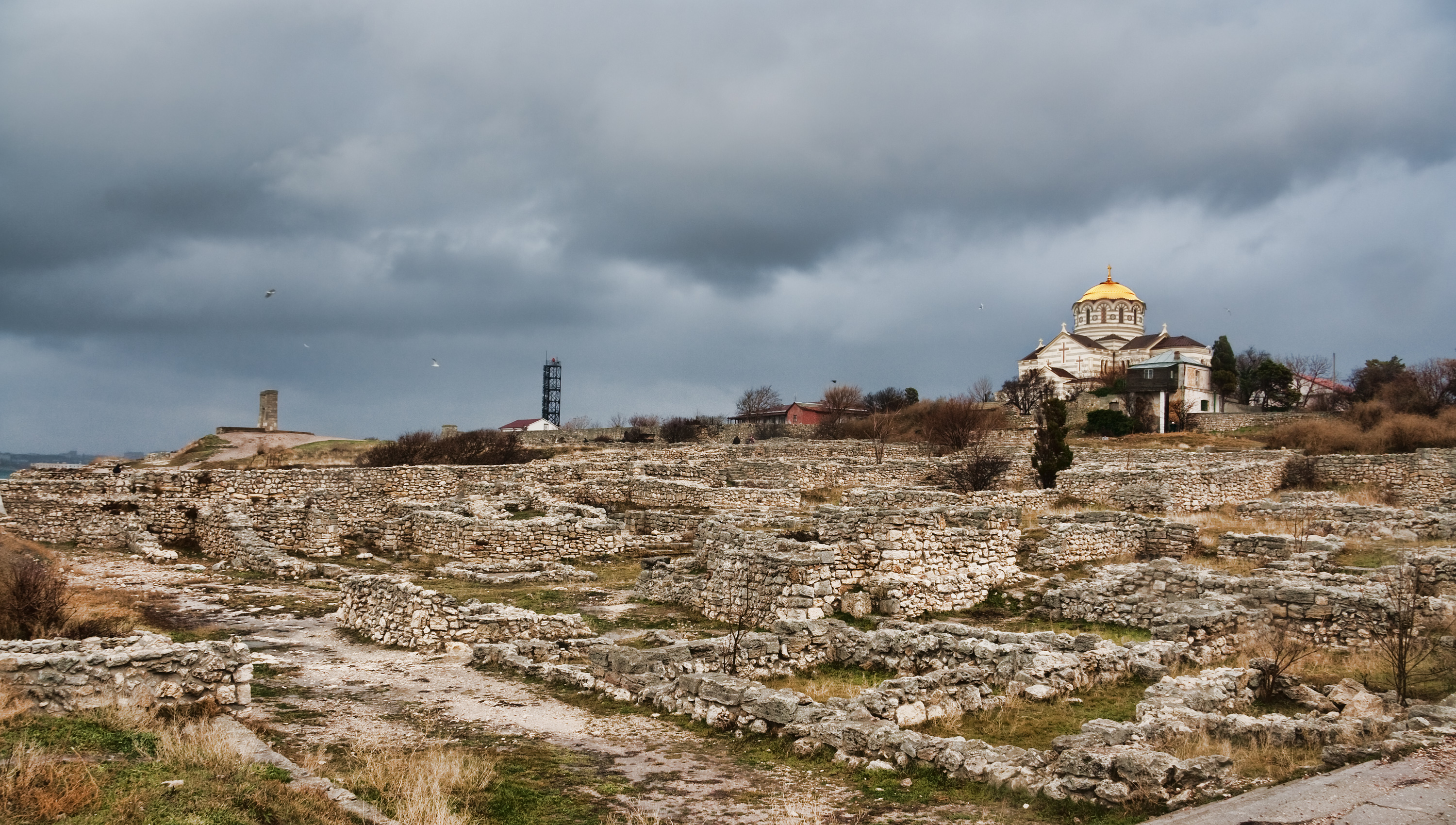
ケルソネソスの遺構

ケルソネソス（古代ギリシア語: Χερσόνησος, ラテン語: Chersonesus, ロシア語,ウクライナ語,クリミア・タタール語: Херсоне́с）は、黒海北岸のクリミア半島の南端にあった古代ギリシアの植民市。現在のウクライナのセヴァストポリあたりにあった。東ローマ帝国時代にはケルソン（Χερσών 中世ギリシア語ではヘルソン）と呼ばれた。なお、現在のウクライナの都市ヘルソンはケルソネソスよりもかなり北のドニエプル川河口近くの右岸にあるが、その地名はかつてのケルソネソスにちなんでつけられている。

## 概要
古代ギリシャの植民市として建設され、ボスポロス王国などの支配を経て東ローマ帝国領となった。
古代ギリシャ・ローマの都市が古代末期の戦乱や疫病などで衰退・荒廃し、都市の市民による自治も崩壊していく中、ケルソンは北方から買い付けた物資（毛皮や蝋）を東ローマの首都コンスタンティノープルへ販売する商業都市として栄え、比較的遅い9世紀前半まで他の東ローマ帝国の都市よりも高度な自治を享受していた。一方で、遠隔地ということで流刑地ともなっており、教義をめぐって皇帝コンスタンス2世と対立して逮捕されたローマ教皇マルティヌス1世や失脚した皇帝ユスティニアノス2世などが配流されている。

1025年の東ローマ帝国

9世紀の東ローマ皇帝テオフィロスの頃にテマ（軍管区）ケルソンが置かれて、コンスタンティノープルから派遣されるテマ長官（ストラテーゴス）の支配を受けるようになったために古代以来の自治制度は縮小したが、引き続きハザールやキエフ・ルーシなどとの交易拠点であった。
東ローマ帝国は12世紀のコムネノス王朝時代までケルソンを維持していたが、12世紀末から13世紀初頭の東ローマ帝国の衰退と第四回十字軍による帝国の一時滅亡の時期にその支配は失われた。